# Província de Kharagandí
La província de Kharagandí (en kazakh: Қарағанды облысы) és una província del Kazakhstan. La seva població és d'1.375.000 habitants i té una extensió de 428.000 km², el que la converteix en la província més extensa del país. La seva capital és la ciutat de Kharagandí, amb una població de més de 437.000 habitants.

## Geografia
La zona és àrida i plana, són freqüents les planes amb turons ocasionals i els corrents estacionals. El llac més important de Kharagandí és el llac Baljash que es troba al sud-oest i el comparteix amb altres províncies, els seus rius són el riu Ixim, afluent del riu Irtix, que neix en aquesta província. A més, s'hi troba el Parc Nacional de Karkaraly, que cobreix un total de 90.300 ha.

## Història
La província va ser lloc d'una explotació intensa del carbó durant l'era de la Unió Soviètica, i es creu que en ella també es localitzaven diversos gulags. Després de la Segona Guerra Mundial, Stalin va fer deportar molts alemanys a aquesta zona.